# Empoasca dutarga
Empoasca dutarga är en insektsart som beskrevs av Ross 1959. Empoasca dutarga ingår i släktet Empoasca och familjen dvärgstritar. Inga underarter finns listade i Catalogue of Life.